# أم الريحان
أم الريحان، قرية فلسطينية من قرى جنين. عدد سكانها يقارب الـ 500 نسمة. رغم موقعها الاستراتيجي المحاذي للأراضي المحتلة عام 1948، إلا أنها سقطت تحت الاحتلال خلال حرب الخامس من حزيران/يونيو 1967. حاليًا، تتبع إداريًا لبلدية يعبد، والتي تخضع لمحافظة جنين، الواقعة تحت إدارة السلطة الفلسطينية وفقًا لاتفاقية أوسلو الموقعة عام 1991. تقع على ارتفاع عالٍ على التلال الشمالية الغربية لمحافظة جنين في دولة فلسطين، 14 كيلومتر (8.7 ميل) من جنين. وهي واحدة من عدد من القرى الفلسطينية التي تقع الآن داخل جيوب في منطقة التماس.
أم الريحان هي واحدة من سبع قرى تشكل جزءًا من جيب برطعة، والتي سميت على اسم أكبر مدينة في الجيب: برطعة الشرقية (يبلغ عدد سكانها 3500 نسمة).

## الموقع
تقع أُم الريحان على بعد خمسة وعشرون كم غرب مدينة جنين، تشرف من الغرب على الساحل الفلسطيني من قيسارية إلى أقصى الجنوب ومن الشرق تطل على التلال التي تشرف على بيسان. ترتفع القرية عن سطح البحر أكثر من أربعة مئة وخمسون متر.

## التسمية
سميت بقرية الريحان لأنها تحوي الكثير من  شجر الريحان لذلك سميت باسمه.

## تاريخها

### حقبة الانتداب البريطاني
في تعداد فلسطين لعام 1922، الذي أجرته سلطات الانتداب البريطاني، بلغ عدد سكان خربة أم الريحان 26 نسمة، جميعهم من المسلمين. كما أن الغابة القريبة من القرية تحتضن نصبًا تذكاريًا للقيادي الفلسطيني المبكر عز الدين القسام، زعيم جماعة "الكف الأسود"، الذي قُتل في اشتباك مسلح مع قوات شرطة الانتداب البريطاني في فلسطين.
وفي الإحصاءات الرسمية لعام 1945، تم احتساب سكان أم الريحان ضمن تعداد سكان بلدة يعبد، وذلك في إطار مسح رسمي للأراضي والسكان. أما وفقًا لخطة التقسيم التي أقرّتها الأمم المتحدة عام 1947، فقد كان من المقرر أن تكون أم الريحان جزءًا من الدولة العربية الفلسطينية.

### بعد عام 1948
بعد نكبة 1948 والحرب العربية-الإسرائيلية، خضعت قرية أم الريحان فعليًا للحكم الأردني، شأنها شأن باقي مدن وقرى الضفة الغربية. ولكن منذ حرب الأيام الستة عام 1967، أصبحت القرية تحت الاحتلال الإسرائيلي.
وفي 27 أغسطس 1998، قامت قوات الاحتلال الإسرائيلي باستخدام الجرافات لاقتلاع آلاف الأشجار المثمرة من عشرات الدونمات من أراضي أم الريحان والزاوية، وذلك بهدف تمهيد الأرض لبناء مستوطنتين جديدتين. ثم في 10 أكتوبر 2000، تم تجريف المزيد من الأراضي التابعة للقرية بهدف توسيع مستوطنتي "شكد" و"حنانيت". وخلال الأشهر التي أعقبت اندلاع الانتفاضة الفلسطينية الثانية، أقامت القوات الإسرائيلية حواجز عسكرية على الطرق الشرقية والجنوبية المؤدية إلى قرى طوره الغربية ويعبد، مما حدّ من إمكانية الوصول إلى باقي مناطق الضفة الغربية. هذه الحواجز تحولت لاحقًا إلى نقاط عبور ضمن الجدار الإسرائيلي الفاصل في الضفة. وبسبب موقعها بين الخط الأخضر والجدار الفاصل، أصبحت أم الريحان تُعرف بأنها جزء من ما يسمى "منطقة التماس".

## في الوقت الحاضر
تقع أم الريحان تحت الإدارة المدنية للسلطة الوطنية الفلسطينية حسب اتفاقيات أوسلو. توجد مدرسة ابتدائية واحدة تديرها السلطة الوطنية الفلسطينية، ولكن لا توجد مدرسة ثانوية أو عيادة أو مرافق طبية أخرى. يستطيع سكان أم الريحان الوصول إلى العيادة في برطعة الشرقية عبر طريق غير ممهد. ويعتمد 4700 شخص يعيشون في منطقة برطعة على هذه العيادة الحكومية التي تضم صيدلية وتقدم أيضًا استشارات حول التوعية الصحية، ولكنها تفتقر إلى المتخصصين الطبيين والفحوصات المخبرية وخدمات تنظيم الأسرة.
المحطة الرئيسية للدخول والخروج من جيب برطعة الشرقية-أم الريحان هي إمريحة (الريحان). في نوفمبر 2004، كان المعبر مفتوحًا بين الساعة 6 صباحًا و10 صباحًا للفلسطينيين الذين يحملون تصاريح خضراء فقط. في أغسطس/آب 2006، كان المعبر مفتوحاً بين الساعة السابعة والتاسعة صباحاً، حيث كانت البضائع والمنتجات الإسرائيلية تدخل المنطقة المحاصرة خلال هذه الفترة. يتم إرسال المنتجات من القرية للتصدير إلى إسرائيل فقط بعد التنسيق المسبق مع السلطات الإسرائيلية.
في 30 أبريل/نيسان 2004، دخل مستوطنون إسرائيليون مسلحون إلى القرية وأطلقوا النار في الهواء قبل أن يستولوا لفترة وجيزة على المدرسة الابتدائية. وهددوا بطرد الفلسطينيين، وحثوهم على الذهاب إلى بلدة يعبد القريبة على الجانب الآخر من الجدار الفاصل. وقال مسؤول من وزارة التربية والتعليم في السلطة الوطنية الفلسطينية والقرية فارو زيد إنهم حاولوا الاتصال بالجيش الإسرائيلي بشأن الغارة، ولكن لم يكن هناك أي رد. وقال كل من جيش الدفاع الإسرائيلي والشرطة إنهما لم يكونا على علم بالحادث.

## علم الآثار
وقد تم العثور هنا على بقايا فخارية من العصرين الهلنستي والروماني. في العصر الروماني، كانت بلدة أم الريحان تغطي مساحة تتراوح بين 36 و40 هكتارًا، وتضم حوالي مائة منزل، ونظام طرق، وحمامًا رومانيًا. كما تم اكتشاف قطع أثرية يعود تاريخها إلى العصر البيزنطي هنا.

في عام 1882، وصف مسح مؤسسة استكشاف فلسطين لفلسطين الغربية المكان بأنه يحتوي على "آثار أنقاض؛ حجارة منحوتة من البناء بحجم جيد [..] إلى الغرب منه في الوادي يوجد برج مراقبة مدمر"؛ ومع ذلك، فإنه ليس من الواضح ما إذا كانت مؤسسة استكشاف فلسطين قد زارت الموقع على الإطلاق. تم التنقيب جزئيًا في الموقع بواسطة زئيف ييفين في عام 1969، واكتشف ضريحًا به قبور سرية تحتوي على تابوتين مزخرفين وفخاريات من القرن الثالث. وفي عام 1986، أجرى فريق من جامعة بار إيلان بقيادة شمعون دار مسحًا أكبر، حيث قاموا برسم خرائط لمئات الطرق، والصهاريج، والصوامع، والمنازل، والهياكل الدفاعية، والأبراج، ومعاصر الزيت، والخزانات. وخلص دار وآخرون إلى أن:
أ. بداية الاستيطان في المنطقة كانت في القرنين السابع والسادس قبل الميلاد. خلال هذه الفترة تم بناء مزرعتين، ولم يكن الموقع نفسه مستقرًا بعد، ولكن تم استغلال المناطق الزراعية فيه...
ب. خلال الفترة الفارسية تأسست المستوطنة نفسها وبدأت زراعة الأراضي المحيطة بها...
ج. خلال العصر الهلنستي، استمرت المستوطنة في تطورها... وتم بناء الطرق الزراعية.
د.... خلال العصر الروماني المبكر، استمر النمو السلمي للموقع وبناء المزارع.

هـ. خلال القرن الثالث الميلادي تم التخلي عن المستوطنة. ليس لدينا تفسير معقول لتركها...
وقد عثر إيال ماهاريان في عام 1998 على صوامع و/أو منازل للعمال الزراعيين في مكان قريب. في مارس 2024 تم تدمير الموقع بالكامل وتم رصفه من قبل السكان المحليين. وأعلنت الإدارة المدنية الإسرائيلية أنها ألقت القبض على الجناة وتتوقع توجيه الاتهامات لهم قريبا.

## البيئة
2500 تقع محمية أم الريحان الطبيعية بالقرب من القرية، وتضم في الغالب أراضي غابات متبقية، وقد تم الاعتراف بها كمنطقة مهمة للطيور من قبل جمعية الطيور العالمية لأنها تدعم مجموعة مقيمة من النسور المصرية.

## روابط خارجية
- مرحباً بكم في أم الريحان
- مسح غرب فلسطين، الخريطة رقم 8: سلطة الآثار الإسرائيلية، ويكيميديا كومنز
- خريطة جوجل